# Халилов, Салахаддин Садраддин оглы
Халилов Салахаддин Садраддин оглы (азерб. Xəlilov Səlahəddin Sədrəddun oğlu) — профессор, доктор философских наук, член-корреспондент Национальной Академии Наук Азербайджана.

## Биография
Родился 22 февраля 1952 года в Борчалинском районе (ныне — г.Марнеули Республики Грузия). Закончив в 1968 году среднюю школу с золотой медалью, поступил на физический факультет Азербайджанского государственного университета. Окончив университет с отличием в 1973 году, поступил в аспирантуру по специальности «философия».

## Научно-педагогическая деятельность
- В 1976 г. защитил кандидатскую диссертацию на тему «Системно-структурный анализ научно-технического прогресса».
- В 1990 г. защитил докторскую диссертацию на тему «Логико-гносеологическое исследование научно-технического прогресса». В том же году был избран на должность профессора и заведующего кафедрой философии Азербайджанского Государственного Педагогического Университета (АГПУ).
- Является учредителем первого в республике частного вуза — университета «Азербайджан» (1991).
- С 1994 г. возглавляет Исследовательский Центр Восток-Запад.
- В 1997 г. учредил международный научный и общественно-политический журнал «Шелковый путь», главным редактором которого являлся до 2005 года.
- В 2002 г. был избран председателем Президиума Ассоциации философских и социально-политических наук Азербайджана.
- С 2003 г. является главным редактором журнала «Философия и социально-политические науки».
- С 2006 года — член Президиума ВАК при Президенте Азербайджанской Республики.
- В 2007 г. избран членом-корреспондентом Национальной Академии Наук Азербайджана.
- С 2009 г. — председатель Проблемного Совета Национальной Академии Наук Азербайджана по философии, политологии и социологии.

## Общественно-просветительская деятельность
- В 1972 г. основал и был первым руководителем Школы молодых физиков республики.
- В 1981 г. избран председателем Совета молодых ученых АГПУ.
- В 1988 г. — избран председателем Объединения молодых ученых-обществоведов республики.
- С 1997 г. — председатель комитета по премии имени Бахманьяра.
- В 2000—2005 гг. был депутатом Милли Меджлиса (Парламента) Азербайджанской Республики.

### Основные произведения
- Основания научно-технического прогресса. Логико-методологический анализ (Послесловие академика А. Д. Урсула). М., 1997.
- East-West: science, education, religion. Baku, 2000.
- Восток и Запад: к общечеловеческому идеалу. Баку, 2004 (на азерб. языке.).
- Система образования: теория и практика. Баку, 1999 (на азерб. языке.).
- Философия: история и современность (философская компаративистика). Баку, 2006 (на азерб. языке.).
- Al-Suhrawardi’s Doctrine and Phenomenology. Islamic Philosophy and Occidental Phenomenology on the Perennial Issue of Microcosm and Macrocosm. Dordrecht, Springer, 2006, p. 262—276.
- Soul and Body in the Phenomenological Context. Phenomenology of Life — From the Animal Soul to the Human Mind Book II. The Human Soul in the Creative Transformation of the Mind. Series: Analecta Husserliana , Vol. 94 Tymieniecka, Anna-Teresa (Ed.), 2006.
- Философия духовности. Баку, 2007 (на азерб. языке).
- Doğu-Batı: Ortak Bir Ideale Doğru. «Mefkure yayınları», İstanbul, 2006 (на турецком яз.).
- Philosophy, science, culture. Their peculiarities in the East and the West. CA&CC Press©, Stockholm 2008.
- Doğu ́dan Batı ́ya Felsefe Körpüsü. İstanbul «Ötüken», 2008. (Философский мост от Востока к Западу. — на турецком языке).
- Любовь и интеллект. М., 2009.
- Романтическая поэзия в контексте восточно-западной проблематики. — М., 2009.
- Диалог цивилизаций. Баку, 2009 (на азерб. языке).
- Введение в науковедение. Баку, Изд. “Azərbaycan Universiteti”, 2010  (на азерб. языке).
- Наука о науке. Баку, Изд. “Azərbaycan Universiteti”, 2011  (на азерб. языке).
- Книга афоризмов. Избранное из избранных. (Автор-составитель), Москва, Изд. «Alfa-M», 2012.
- Phenomenology of Life or Life of Idea. Baku, “Azerbaijan University” Press, 2012.

### Основные направления исследований
Науковедение, теория познания, восточная и западная цивилизации, философская компаративистика, философия Абу-Турхана, феноменология.

## Награды и членство в международных научных организациях
- В 1987 году — премия Всесоюзного Общества Знаний.
- В 1992 г. — премия имени акад. Юсифа Мамедалиева.
- С 1996 года представляет Азербайджан в Международном Совете Ректоров.
- В 1997 г. избран членом Российской Экологической Академии.
- В 2000 г. избран членом Европейского Общества Высшего Образования (The European Higher Education Society — EAIR)
- С того же года — член Американской философской ассоциации (The American Philosophy Association — APA)
- С 2004 года — член Международного Общества исследователей Гуссерля и феноменологических Исследований (International Husserl and Phenomenological Research Society)
- С 2009 года — член Американской ассоциации политических наук (American Political Science Association — APSA).
- член Общества Мухйиаддина Ибн Араби (Muhyiddin Ibn 'Arabi Society, Oxford)
- член Нью-Йоркской Академии Наук (The New-York Academy of Sciences-NYAS)
- С 2010 года является экспертом по гуманитарным и социальным наукам Международной научной, инженерной и технологической Академии (World Academy of Science, Engineering and Technology — WASET).